# Lucile Schmid
Pour les articles homonymes, voir Schmid.
Lucile Schmid, née le 26 août 1962, est une femme politique et essayiste française. Elle est conseillère régionale d'Île-de-France de 2004 à 2010.

## Biographie

### Enfance et formation
Lucile Schmid naît le 26 août 1962. Après l'obtention d'une licence de lettres, elle entre à l'Institut d'études politiques de Paris en 1982, puis intègre en 1986 l'École nationale d'administration dont elle sort diplômée en 1988 (promotion Montaigne),.

### Carrière administrative
Après avoir travaillé à Alger en tant que conseillère économique à l'ambassade de France jusqu'en 1995, elle intègre le ministère de l'Économie puis devient conseillère du ministre de l’Emploi et de la Solidarité sur les sujets immigration, intégration et citoyenneté en 2000. Chef du service Institutions et Société au Centre d’analyse stratégique en 2003, elle devient, en 2006, chargée des ressources humaines à la direction générale du Trésor au ministère de l'Économie et des Finances.

### Carrière politique

#### Au Parti socialiste
Lucile Schmid est devenue membre du Parti socialiste en 2000. Après l'élection présidentielle de 2002, elle participe à la fondation du Nouveau Parti socialiste avec Julien Dray, Arnaud Montebourg, Vincent Peillon, et Benoît Hamon. Elle siège au bureau national du Parti socialiste dès l'année 2003.
Elle est désignée en 2002 candidate du Parti socialiste aux élections législatives de 2002 ; elle est battue par André Santini dans la dixième circonscription des Hauts-de-Seine.
Aux élections régionales de 2004, le Parti socialiste emporte la présidence de 21 régions dont l'Île-de-France. Lucile Schmid devient conseillère régionale et se voit confier la délégation à la lutte contre les discriminations et à l’intégration.
Elle devient la responsable nationale à la Ville du parti à partir de 2005.
En 2006, elle est de nouveau désignée, par les militants socialistes de la dixième circonscription des Hauts-de-Seine, candidate aux élections législatives de juin 2007. Elle est battue au second tour par André Santini, en enregistrant néanmoins un score en nette hausse par rapport à 2002. Un recours déposé contre ce résultat concernant notamment les conditions d'utilisation des machines à voter est rejeté par le Conseil constitutionnel le 20 décembre 2007.
Au congrès du Parti socialiste à Reims, du 14 au 16 novembre 2008, elle est signataire de la contribution présentée par Martine Aubry et intitulée « Une vision pour espérer, une volonté pour réformer ».
En février 2009, elle est nommée vice-présidente du think tank du PS. Elle veut créer une vingtaine de task forces pour y associer experts, élus et militants. La même année, elle est écartée de la liste socialiste pour les élections régionales de 2010. Le 21 décembre, elle annonce sa démission du laboratoire en déplorant le « jeu des motions », « les rivalités de clans » et que le PS ne soit « pas un lieu organisé pour offrir un débouché politique aux idées qui restent en cage. » Elle affirme dans un premier temps ne pas vouloir quitter le PS mais décide finalement de rejoindre le mouvement Europe Écologie.

#### À Europe Écologie Les Verts
Après avoir rejoint le parti écologiste, Lucile Schmid participe à la campagne des régionales de 2010, en particulier dans les Hauts-de-Seine où elle habite, mais sans être candidate. Elle s'engage dans la construction d'Europe Écologie Les Verts (EELV).
Elle figure parmi les membres du collège fondateur de la Fondation de l'écologie politique aux côtés, entre autres, de Jean-Paul Besset et d'Alain Lipietz. Elle est désignée, en avril 2013, vice-présidente de cette fondation.
Lors des élections cantonales de 2011, candidate EELV dans le canton d'Issy-les-Moulineaux-Est, elle obtient 15,13 % des voix au premier tour. Au second tour, elle appelle à voter pour le candidat du parti socialiste.
Entrée dans la direction du parti, elle est nommée corédactrice du projet pour la présidentielle de 2012. Après le congrès d'Europe Écologie Les Verts de novembre 2013, où elle mène bataille au sein du courant « La Motion participative », elle entre pour trois ans au bureau exécutif où elle est chargée du suivi du dossier sur les négociations climatiques.
Elle quitte EELV à la fin de l'année 2016 après avoir été exclue, par le parti, du conseil de surveillance de la Fondation de l'écologie politique dont elle était devenue la présidente seulement quelques mois auparavant.[réf. souhaitée]

#### À Génération écologie
Lucile Schmid rejoint Génération écologie en 2018, après l'arrivée de Delphine Batho à la tête du parti.
Elle est candidate aux élections européennes du 26 mai 2019, en quatrième position sur la liste Urgence Écologie menée par Dominique Bourg et soutenue par Génération écologie, le Mouvement des progressistes, le Mouvement écologiste indépendant et l'Union des démocrates et des écologistes.

### Activités littéraires et discrimination
Elle est présidente du Prix du roman d’écologie, créé en 2018 par la Fabrique écologique, un laboratoire d'idées qu'elle a cofondé,,. « Il ne s’agit pas de créer une énième médaille, mais un prix défricheur, qui fera, je l’espère, découvrir les mondes de l’écologie et encouragera un élan créateur. » explique Lucile Schmid.
Elle est également membre du comité de rédaction de la revue Esprit,.
Elle écrit enfin régulièrement des essais sur la politique, l'écologie, la discrimination et l'égalité des sexes,,. Elle est engagée contre certains comportements stigmatisants. Cependant, le présentateur Guillaume Erner la reprend en raison de son usage inexact du terme d'autisme pour dénoncer le manque d'écoute des institutions face aux problèmes environnementaux, le 18 avril 2025.

## Responsabilités, activités, fonctions
- Conseillère régionale d'Île-de-France (2004-2010)
- Vice-présidente puis présidente de la Fondation de l'écologie politique (2013-2017)
- Coprésidente de la Fondation verte européenne (2016-2018)
- Cofondatrice et actuelle vice-présidente du think tank La Fabrique écologique
- Membre du comité de rédaction de la revue Esprit
- Participation régulière à l'émission de Philippe Meyer, Le Nouvel Esprit public, diffusée en podcast (depuis 2018)

## Publications
- La Seconde Guerre d’Algérie, le quiproquo franco algérien (sous le nom de Lucile Provost), Paris, Flammarion, 1996  (ISBN 978-2080672575 et 2080672576)
- Le Bruit du tic tac, Paris, Robert Laffont, 2000  (ISBN 978-2221096048 et 2221096045)
- Une femme au pays des hommes politiques, Paris, Flammarion, 2003  (ISBN 978-2082102933 et 2082102939)
- L’Égalité en danger ?, Paris, Bourin, 2006  (ISBN 978-2849410516 et 2849410519)
- Parité circus, Paris, Calmann-Lévy, 2008  (ISBN 978-2702138946)
- L'écologie est politique avec Catherine Larrère et Olivier Fressard, Paris, Les Petits matins/Fondation de l'écologie politique, 2013  (ISBN 9782363831125)
- La France résiste-t-elle à l'écologie ?, Lormont, Le Bord de l'eau, 2016  (ISBN 978-2356874566 et 2356874569)
- Dossier « Les mondes de l'écologie » (coordination), revue Esprit, janvier-février 2018